# VillaMix Festival
Le VillaMix Festival est un festival de sertanejo, basé à l'origine à Goiânia, Goiás. Organisé depuis 2011 par le studio AudioMix, l'événement s'étend à tout le Brésil, avec plusieurs éditions annuelles dans différentes villes.
Reconnu comme l'un des plus grands festivals de musique du Brésil,, et la plus grande scène du monde,, VillaMix se distingue par sa taille gigantesque. Malgré l'accent mis sur le sertanejo, le festival accorde également de l'espace à d'autres attractions, par exemple la musique électronique, le funk et la pop, et accueille des chanteurs et des groupes internationaux tels que Maroon 5, Shawn Mendes et Liam Payne.

## Histoire
Organisé pour la première fois à Goiânia en 2011, le festival se déroule au stade Serra Dourada. Le festival a rapidement un grand retentissement, attirant 120 000 personnes lors de ses deux premières éditions. Reconnue par la presse et le public comme l'un des principaux événements musicaux du Brésil, la scène de Goiânia, haute de 70 mètres et couvrant une superficie de près de 3 000 m2, est consacrée en 2015 comme la plus grande du monde.
Cependant, le festival ne reste pas isolé dans la capitale de Goiás. Outre les éditions organisées dans d'autres villes de Goiás, comme Anápolis, l'autodrome d'Interlagos à São Paulo, Beto Carrero World à Penha, Santa Catarina, et l'amphithéâtre Pôr do Sol à Porto Alegre, accueillent VillaMix. Plusieurs capitales brésiliennes, telles que Curitiba, Rio de Janeiro, Salvador, Belém et João Pessoa, ont déjà accueilli VillaMix, de même que l'événement connait sa première présentation internationale : dans la capitale du Portugal, Lisbonne, des noms déjà reconnus par le sertanejo sont le point d'orgue de l'édition.

## Attractions
Consacrées au sertanejo, de nombreuses attractions de VillaMix présentent des chanteurs et des duos de ce genre, comme Jorge e Mateus, Gusttavo Lima, Cristiano Araújo, Felipe Araújo, Matheus e Kauan, Israel e Rodolffo et Simone e Simaria. D'autres noms de Goiás, comme Alok, reviennent également lors de l'événement. Le sertanejo n'est toutefois pas exclusif : Kevinho, Wesley Safadão et Dennis DJ ont déjà participé à l'événement. En tant qu'attractions internationales, le groupe Maroon 5 s'est produit lors de l'édition de São Paulo, tandis que Demi Lovato, Maluma, Fifth Harmony, J Balvin, Rudy Mancuso, Liam Payne, Nick Jonas et Shawn Mendes se sont produits à Goiânia,. Pendant la pandémie de Covid-19, le festival est annulé en personne, et les attractions se sont produites en direct sur Internet et dans certains programmes télévisés,. 